# Shanghai World Financial Center
Shanghai World Financial Center (kinesiska: 上海环球金融中心?, pinyin: Shànghǎi huánqiú jīnróng zhōngxīn) är en skyskrapa i stadsdelen Pudong i Shanghai, Kina. Shanghai World Financial Center är med sina 494 meter den fjärde högsta byggnaden på det kinesiska fastlandet och den nionde högsta byggnaden i världen. (januari 2018) Byggnadens geometriska form har gett den smeknamnet "kapsylöppnaren".
Skyskrapan innehåller restaurang, bar, kontor, hotellrum, konferensrum, affärer och utsiktsplatser. Observatoriet på 474 meter är (2018) det femte högsta i världen.
Park Hyatt Shanghai i skyskrapan är det högsta hotellet i världen och har 175 rum och sviter.
Den 14 augusti 2007 omkring kl 16.30 lokal tid bröt en brand ut på 40:e våningen och snart kunde man klart se rök utanför byggnaden. Klockan 17.45 var branden släckt, skadorna rapporterades vara ringa och ingen blev skadad. . Brandorsaken är fortfarande okänd, men den preliminära utredningen tydde på att några arbetares elektriska svetsar orsakat branden .

## Höjdranking (januari 2018)[1]
nr. 9 högst i världen

nr. 6 högst i Asien

nr. 4 högst i Kina

nr. 2 högst i Shanghai

## Tunnelbana

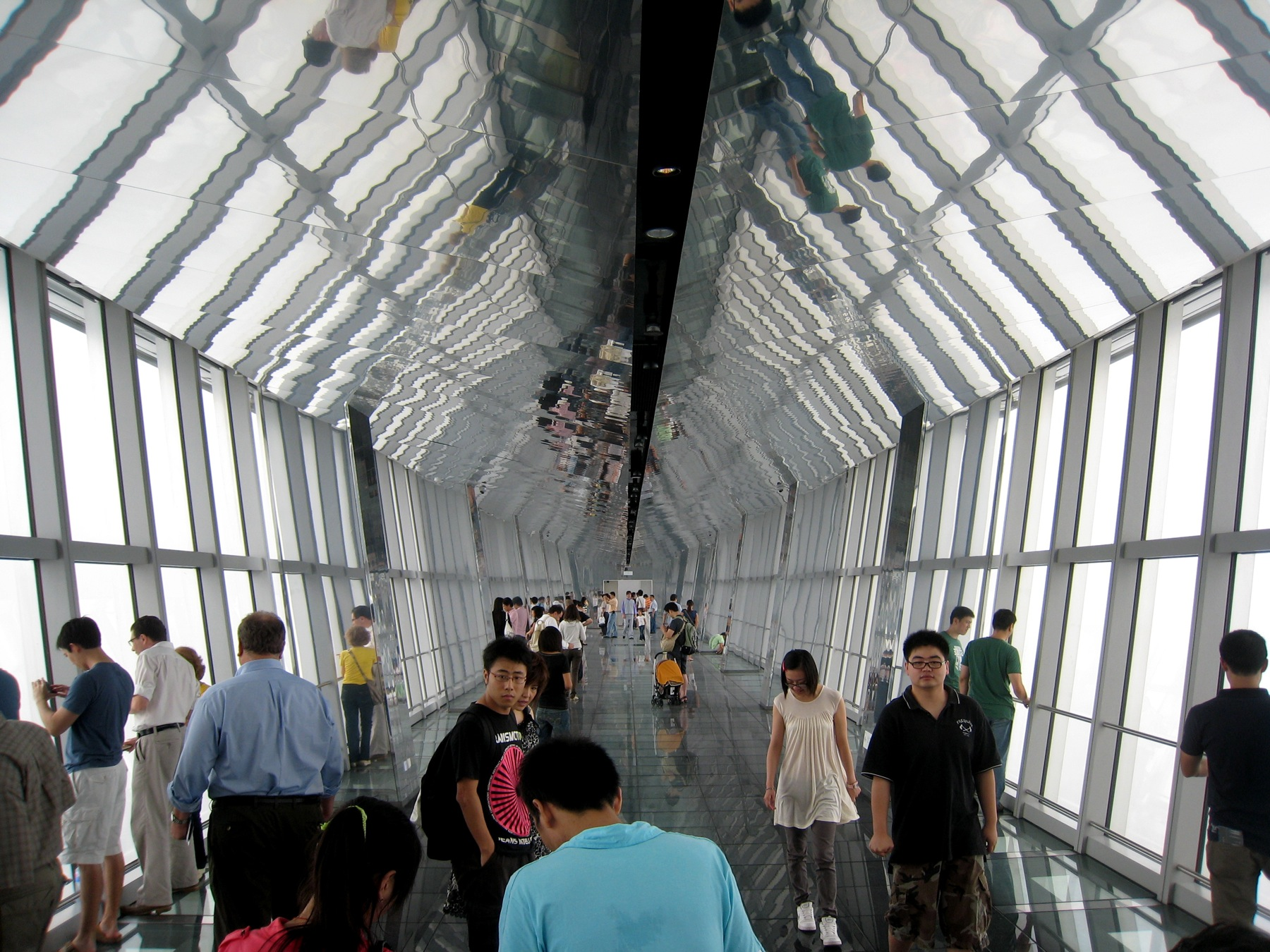
Inuti utsiktsplatsen på 474 meters höjd.

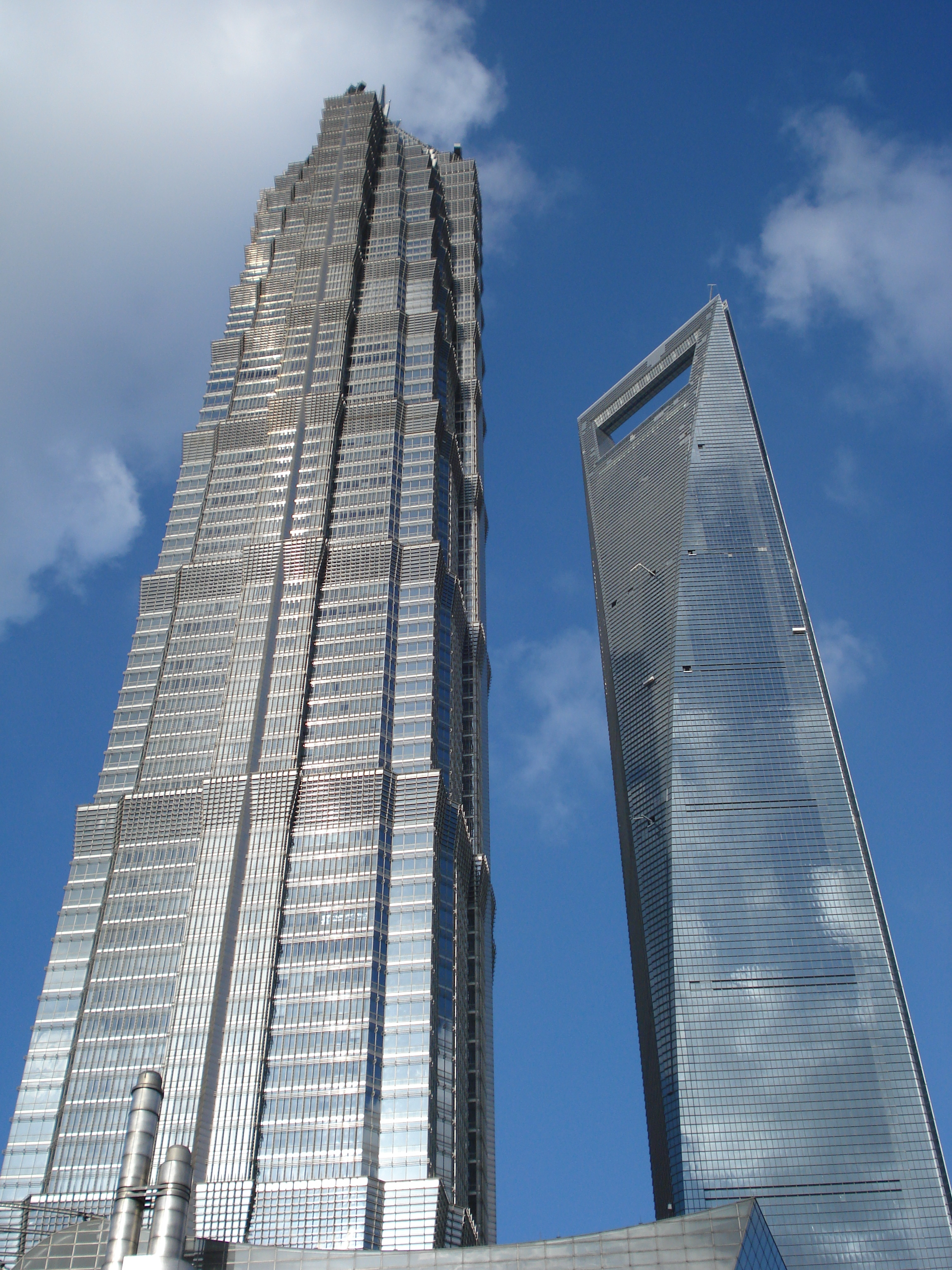
Jin Mao Tower och Shanghai World Financial Center.

| Linje | Station         |
| ----- | --------------- |
| 2     | Dong Chang Road |